# 카를로스 율로
카를로스 에드리엘 포키스 율로(타갈로그어: Carlos Edriel Poquiz Yulo, 2000년 2월 16일~)는 필리핀의 체조 선수이다. 올림픽에 2회 참가하였으며 2024년 하계 올림픽 남자 마루운동과 도마 종목에서 금메달을 획득했다. 그는 올림픽에서 금메달을 획득한 2번째 필리핀 선수이자 올림픽 금메달을 2개 이상 획득한 최초의 필리핀 선수이다. 또한 올림픽 체조 메달을 획득한 최초의 필리핀과 동남아시아 선수이다. 그는 세계 선수권 대회에서 금메달 2개, 은메달 2개, 동메달 2개를 획득하여 필리핀과 동남아시아 체조 선수로는 최초로 세계 선수권 대회에서 메달을 획득했다.

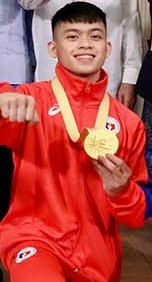
2019년 10월 국제 대회 입상 스포츠 선수 자격으로 필리핀 대통령 주관 행사에 참석한 율로